# 1978 FIFAワールドカップ
1978 FIFAワールドカップ（英: 1978 FIFA World Cup）は、1978年6月1日から6月25日にかけて、アルゼンチンで開催された第11回目のFIFAワールドカップである。
決勝はアルゼンチン対オランダであり、延長戦の末、3対1でアルゼンチンが勝利し、史上6か国目の優勝国となった。

## 出場国
出場選手は1978 FIFAワールドカップ参加チームを参照。
| 大陸連盟 | 出場 枠数 | 予選       | 組 予選順位 | 組 予選順位 | 出場国・地域   | 出場回数         | 備考 |
| -------- | --------- | ---------- | ----------- | ----------- | -------------- | ---------------- | ---- |
| CONMEBOL | 1+2.5     | 開催国     | 開催国      | 開催国      | アルゼンチン   | 2大会連続7回目   |      |
| CONMEBOL | 1+2.5     | 最終予選   | 1位         | 1位         | ブラジル       | 11大会連続11回目 |      |
| CONMEBOL | 1+2.5     | 最終予選   | 2位         | 2位         | ペルー         | 2大会ぶり3回目   |      |
| UEFA     | 1+8.5     | 前回優勝国 | 前回優勝国  | 前回優勝国  | 西ドイツ       | 7大会連続9回目   |      |
| UEFA     | 1+8.5     | 欧州予選   | 1組         | 1位         | ポーランド     | 2大会連続3回目   |      |
| UEFA     | 1+8.5     | 欧州予選   | 2組         | 1位         | イタリア       | 5大会連続9回目   |      |
| UEFA     | 1+8.5     | 欧州予選   | 3組         | 1位         | オーストリア   | 5大会ぶり4回目   |      |
| UEFA     | 1+8.5     | 欧州予選   | 4組         | 1位         | オランダ       | 2大会連続4回目   |      |
| UEFA     | 1+8.5     | 欧州予選   | 5組         | 1位         | フランス       | 3大会ぶり7回目   |      |
| UEFA     | 1+8.5     | 欧州予選   | 6組         | 1位         | スウェーデン   | 3大会連続7回目   |      |
| UEFA     | 1+8.5     | 欧州予選   | 7組         | 1位         | スコットランド | 2大会連続4回目   |      |
| UEFA     | 1+8.5     | 欧州予選   | 8組         | 1位         | スペイン       | 3大会ぶり5回目   |      |
| UEFA     | 1+8.5     | 欧州予選   | 9組         | 1位         | ハンガリー     | 3大会ぶり7回目   | ○    |
| CONCACAF | 1         | 最終予選   | 1位         | 1位         | メキシコ       | 2大会ぶり8回目   |      |
| CAF      | 1         | 最終予選   | 1位         | 1位         | チュニジア     | 初出場           |      |
| AFC/OFC  | 1         | 最終予選   | 1位         | 1位         | イラン         | 初出場           |      |

- 備考欄の「○」は大陸間プレーオフに勝利の上、出場が決定したチーム。

## 本大会

### 概要
前回の西ドイツ大会と同じ大会方式が採用された。16チームが地区予選を通じて選ばれ、4つごとに4グループに分けられた。各グループの1位と2位が通過し、8チームは4つごとに2グループに分けられた。各組の1位が決勝戦を争い、2位は3位決定戦を戦う。また今大会よりPK戦が導入された。ただし3位決定戦も決勝も延長までに決着がついたので、本大会でのPK戦の機会はなかった。
第1回大会での準優勝以来、出場はするものの今一つ芳しい成績を挙げていなかったアルゼンチンにとって初の地元開催は優勝を狙う絶好の機会であっただけに、アルゼンチンサッカー協会は代表監督にセサル・ルイス・メノッティを招聘。発足したばかりの軍事政権からも諸外国への宣伝のために優勝を厳命された彼は、ダーティなラフプレーで悪名高かったアルゼンチン・サッカーを攻撃サッカーへと変貌させるべく、首都ブエノスアイレスのビッグクラブに所属する選手や海外でプレーする有力選手ばかりを大会直前に慌しくかき集めていた従来の選抜方式をやめ、地方の小さなクラブも丹念に回り人材発掘に傾注。そしてリカルド・ビジャ、ノルベルト・アロンソ、レネ・オウセマンといった当時のスター選手を招集はしたが重用せず、レオポルド・ルケ、ダニエル・パサレラ、オズワルド・アルディレス、ホルヘ・マリオ・オルギン、ダニエル・ベルトーニ、アルベルト・タランティーニ、ルイス・ガルバン、アメリコ・ガジェゴら代表経験のない無名の若手選手に代表の運命を託すという賭けに出た。軍事政権の全面協力を取り付けたメノッティは選手の海外移籍を禁じ、国内での入念な合宿を敢行して代表メンバーの結束を図った。
前回大会の経験者としてはGKウバルド・フィジョールに唯一の海外プレーヤーであるFWマリオ・ケンペス（と控えのレネ・オウセマン）を加えただけの若い代表チームだったが、優勝への道程は険しいものとなった。1次リーグでは、ハンガリー、フランス、イタリアと強豪ひしめくグループ1に組み込まれた上に、ケンペスが不発だったこともあって、予想以上の苦戦を強いられた。ルケらの活躍によりハンガリー戦、フランス戦には連勝したものの、ルケが負傷欠場した最終のイタリア戦に敗れグループ2位での2次リーグ進出となった。

#### 八百長の疑惑
これにより首都ブエノスアイレスを離れロサリオへの転戦を余儀なくされたが、結果的に見ればこの1次リーグにおける苦戦とロサリオ転戦が若手主体の代表チームを急成長させることになった。さらにこの2次リーグで“エル・マタドール（闘牛士）”の異名を取るケンペスが復調した。彼にとってロサリオのスタジアム「ヒガンテ・デ・アロジート」はかつての古巣CAロサリオ・セントラルの本拠地であり、首都以上に馴染み深い場所だったのが大きかった。かくしてケンペスはポーランド戦2得点、ペルー戦2得点を挙げる大活躍を見せる。特に2次リーグ最終戦のペルー戦では4点差以上で勝たなければ決勝進出の夢を断たれるという絶体絶命のピンチに追い込まれたが、6-0と圧勝したこと（軍事政権がペルーを買収した八百長の疑い）が大きくものを言って同組ライバルのブラジルを得失点差で上回り、決勝進出を決めた。ペルー代表選手ベラスケスの暴露によると八百長はアルゼンチンのビデラ大統領とペルーのベルムーデス大統領の間で決めらた。ペルーのカルデロン監督はセンターフォワードが一人もいない布陣とした。試合直前に、ペルーのロッカールームにアルゼンチンのビデラ大統領が選手激励に訪れている。また、米国キッシンジャー元国務長官も同席した。ペルーのロッカールームにおいてアルゼンチンのビデラ大統領がペルーのベルムーデス大統領の祝辞「我々は同盟国だ。アルゼンチンが優勝しなければ、大変なことが起こる」と読み上げた。キッシンジャーはアルゼンチン優勝で東西冷戦の均等を希望した。ベラスケスは、「多数が買収されて八百長をした」と、実名を述べている。また、ブラジル代表のリベリーノはコウチーニョ監督からペルー戦・アルゼンチン戦・ポーランド戦の出場を認められず、アルゼンチンの決勝進出決定後の3位決定戦で出場停止が解けた。

決勝のオランダ戦でもケンペスの勢いは止まらず、2得点を決め延長の末に3対1で勝利し、初優勝を果たした。通算で6得点を挙げたケンペスは優勝国から出た初の単独得点王となった。メノッティは軍事政権から与えられた使命を果たし、攻撃的なサッカーで優勝するという賭けに勝った。
名将エルンスト・ハッペルが率いたオランダはニースケンス、クロル、レンセンブリンク、レップ、ハーン、ヤンセンら前回メンバーの大半が健在であり、トータルフットボールが影を潜めた1次リーグではスコットランドに敗れるなど少々もたついたものの2次リーグに入って調子を上げ、粘り強く決勝まで勝ち残った。しかし、1974年西ドイツ大会に続き2大会連続で開催国相手に決勝戦で敗れる結果となった。トータルフットボールの中心的存在だったヨハン・クライフがアルゼンチン軍事政権の弾圧政策に反対する立場から出場しなかった（後に子どもの誘拐未遂事件に遭ったためだったことを明らかにした）ことが結果的に大きく響いた。
前回優勝国の西ドイツはフランツ・ベッケンバウアーが大会直前に代表を引退し、ベルティ・フォクツが主将を引き継いでチームを牽引した。しかし、2次リーグ最終戦、オーストリア戦で、フォクツ自ら痛恨のオウンゴールを献上し、ハンス・クランクルに2得点を許したことが響いて2対3の逆転負け、ベスト4進出目前で敗退した。
ブラジルは70年大会優勝時の攻撃力には及ばないものの、ジーコ、ジルセウやロベルト・ディナミッチ、トニーニョ・セレーゾ、オスカル、レオンらを中心とし、無敗のまま2次リーグを終える強さで歴代最多優勝国の意地を見せた。ホスト国をあと1歩まで追い詰めたが、最後は得失点差により3位に終わった。
監督のエンツォ・ベアルツォットに率いられ、ヨーロッパ地区予選でイングランドに競り勝って出場を決めたイタリアは、ベッテガ、アントニョーニらアタッカー陣とGKゾフ、DFカブリーニ、シレアらディフェンス陣との攻守バランスが程よく取れており、今大会で地元アルゼンチンを破った唯一のチームとなった。2次リーグ最終戦でオランダに逆転負け、3位決定戦でもブラジルに敗れて4位に終わったが、メンバーの大半はそのまま残り、次回スペイン大会では優勝を果たした。
1次リーグの対オランダ戦で、スコットランドのアーチー・ゲミルが決めた得点シーンは映画『トレインスポッティング』の中で演出として使われた。2次リーグに進むためにはスコットランドは3点差が必要であり、ゲミルの得点が試合を3対1にした。しかし、その後オランダが1点を返し、3対2となり、スコットランドは1次リーグで姿を消した。
なお、今大会でブラジルからジーコ、西ドイツからカール＝ハインツ・ルンメニゲ、イタリアからパオロ・ロッシ、フランスからミシェル・プラティニが期待の若手として本大会デビューを果たし、各々ゴールも決めている。
しかし、直前に勃発した政情不安、軍事政権による介入など暗い影を落としたこの大会は今日においても「ワールドカップ史上最も汚い大会」と、南米では頻繁に非難されている。

## 結果

### 1次リーグ

#### グループ 1
| 順 位 | チーム       | 勝 点 | 試 合 | 勝 利 | 引 分 | 敗 戦 | 得 点 | 失 点 | 点 差 |
| ----- | ------------ | ----- | ----- | ----- | ----- | ----- | ----- | ----- | ----- |
| 1     | イタリア     | 6     | 3     | 3     | 0     | 0     | 6     | 2     | +4    |
| 2     | アルゼンチン | 4     | 3     | 2     | 0     | 1     | 4     | 3     | +1    |
| 3     | フランス     | 2     | 3     | 1     | 0     | 2     | 5     | 5     | 0     |
| 4     | ハンガリー   | 0     | 3     | 0     | 0     | 3     | 3     | 8     | -5    |

| 1978年6月2日 13:45 |

| イタリア                        | 2 - 1    | フランス     |
| ロッシ 29分 · ザッカレッリ 54分 | レポート | ラコンブ 1分 |

| エスタディオ・ホセ・マリア・ミネジャ（マル・デル・プラタ） 観客数: 38,100人 主審: Nicolae Rainea |

| 1978年6月2日 19:15 |

| アルゼンチン                | 2 - 1    | ハンガリー   |
| ルケ 14分 · ベルトーニ 83分 | レポート | チャポー 9分 |

| エスタディオ・モヌメンタル（ブエノスアイレス） 観客数: 71,615人 主審: Antonio Garrido |

| 1978年6月6日 13:45 |

| イタリア                                      | 3 - 1    | ハンガリー       |
| ロッシ 34分 · ベッテガ 36分 · ベネッティ 60分 | レポート | トート 81分 (PK) |

| エスタディオ・ホセ・マリア・ミネジャ（マル・デル・プラタ） 観客数: 26,533人 主審: Ramon Barreto |

| 1978年6月6日 19:15 |

| アルゼンチン                   | 2 - 1    | フランス        |
| パサレラ 45分 (PK) · ルケ 73分 | レポート | プラティニ 60分 |

| エスタディオ・モヌメンタル（ブエノスアイレス） 観客数: 71,666人 主審: Jean Dubach |

| 1978年6月10日 14:30 （45分遅れ） |

| フランス                                        | 3 - 1    | ハンガリー    |
| ロペス 23分 · ベルドール 38分 · ロシュトー 42分 | レポート | ゾンボリ 41分 |

| エスタディオ・ホセ・マリア・ミネジャ（マル・デル・プラタ） 観客数: 23,127人 主審: Arnaldo Cezar Coelho |

| 1978年6月10日 19:15 |

| イタリア      | 1 - 0    | アルゼンチン |
| ベッテガ 67分 | レポート |              |

| エスタディオ・モヌメンタル（ブエノスアイレス） 観客数: 71,712人 主審: Abraham Klein |

#### グループ 2
| 順 位 | チーム     | 勝 点 | 試 合 | 勝 利 | 引 分 | 敗 戦 | 得 点 | 失 点 | 点 差 |
| ----- | ---------- | ----- | ----- | ----- | ----- | ----- | ----- | ----- | ----- |
| 1     | ポーランド | 5     | 3     | 2     | 1     | 0     | 4     | 1     | +3    |
| 2     | 西ドイツ   | 4     | 3     | 1     | 2     | 0     | 6     | 0     | +6    |
| 3     | チュニジア | 3     | 3     | 1     | 1     | 1     | 3     | 2     | +1    |
| 4     | メキシコ   | 0     | 3     | 0     | 0     | 3     | 2     | 12    | -10   |

| 1978年6月1日 15:00 |

| 西ドイツ | 0 - 0    | ポーランド |
|          | レポート |            |

| エスタディオ・モヌメンタル（ブエノスアイレス） 観客数: 67,579人 主審: Angel Norberto Coerezza |

| 1978年6月2日 16:45 |

| チュニジア                                      | 3 - 1    | メキシコ                     |
| アリ・カアビ 55分 · ゴミド 80分 · ドゥイブ 86分 | レポート | バスケス・アジャラ 45分 (PK) |

| エスタディオ・ヒガンテ・デ・アロジート（ロサリオ） 観客数: 17,396人 主審: John Gordon |

| 1978年6月6日 16:45 |

| 西ドイツ                                                                        | 6 - 0    | メキシコ |
| D.ミュラー 14分 · H.ミュラー 29分 · ルンメニゲ 38分, 71分 · フローエ 44分, 89分 | レポート |          |

| エスタディオ・オリンピコ・シャトー・カレーラス（コルドバ） 観客数: 35,258人 主審: Farouk Bouzo |

| 1978年6月6日 16:45 |

| ポーランド  | 1 - 0    | チュニジア |
| ラトー 42分 | レポート |            |

| エスタディオ・ヒガンテ・デ・アロジート（ロサリオ） 観客数: 9,624人 主審: Angel Franco Martinez |

| 1978年6月10日 16:45 |

| 西ドイツ | 0 - 0    | チュニジア |
|          | レポート |            |

| エスタディオ・オリンピコ・シャトー・カレーラス（コルドバ） 観客数: 30,667人 主審: Cesar Guerrero Orosco |

| 1978年6月10日 16:45 |

| ポーランド                        | 3 - 1    | メキシコ      |
| ボニエク 42分, 83分 · デイナ 56分 | レポート | ランヘル 51分 |

| エスタディオ・ヒガンテ・デ・アロジート（ロサリオ） 観客数: 22,651人 主審: Jaffar Namdar |

#### グループ 3
| 順 位 | チーム       | 勝 点 | 試 合 | 勝 利 | 引 分 | 敗 戦 | 得 点 | 失 点 | 点 差 |
| ----- | ------------ | ----- | ----- | ----- | ----- | ----- | ----- | ----- | ----- |
| 1     | オーストリア | 4     | 3     | 2     | 0     | 1     | 3     | 2     | +1    |
| 2     | ブラジル     | 4     | 3     | 1     | 2     | 0     | 2     | 1     | +1    |
| 3     | スペイン     | 3     | 3     | 1     | 1     | 1     | 2     | 2     | 0     |
| 4     | スウェーデン | 1     | 3     | 0     | 1     | 2     | 1     | 3     | -2    |

| 1978年6月3日 13:45 |

| オーストリア                      | 2 - 1    | スペイン  |
| シャフナー 10分 · クランクル 79分 | レポート | ダニ 21分 |

| エスタディオ・ホセ・アマルフィターニ（ブエノスアイレス） 観客数: 40,841人 主審: Karoly Palotai |

| 1978年6月3日 13:45 |

| スウェーデン    | 1 - 1    | ブラジル        |
| ショーベリ 37分 | レポート | レイナウド 45分 |

| エスタディオ・ホセ・マリア・ミネジャ（マル・デル・プラタ） 観客数: 32,569人 主審: Clive Thomas |

| 1978年6月7日 13:45 |

| オーストリア         | 1 - 0    | スウェーデン |
| クランクル 44分 (PK) | レポート |              |

| エスタディオ・ホセ・アマルフィターニ（ブエノスアイレス） 観客数: 41,424人 主審: Charles Corver |

| 1978年6月7日 13:45 |

| ブラジル | 0 - 0    | スペイン |
|          | レポート |          |

| エスタディオ・ホセ・マリア・ミネジャ（マル・デル・プラタ） 観客数: 34,771人 主審: セルジオ・ゴネーラ |

| 1978年6月11日 13:45 |

| スペイン      | 1 - 0    | スウェーデン |
| アセンシ 75分 | レポート |              |

| エスタディオ・ホセ・アマルフィターニ（ブエノスアイレス） 観客数: 46,765人 主審: Ferdinand Biwersi |

| 1978年6月11日 13:45 |

| ブラジル          | 1 - 0    | オーストリア |
| ディナミッチ 40分 | レポート |              |

| エスタディオ・ホセ・マリア・ミネジャ（マル・デル・プラタ） 観客数: 35,221人 主審: Robert Wurtz |

#### グループ 4
| 順 位 | チーム         | 勝 点 | 試 合 | 勝 利 | 引 分 | 敗 戦 | 得 点 | 失 点 | 点 差 |
| ----- | -------------- | ----- | ----- | ----- | ----- | ----- | ----- | ----- | ----- |
| 1     | ペルー         | 5     | 3     | 2     | 1     | 0     | 7     | 2     | +5    |
| 2     | オランダ       | 3     | 3     | 1     | 1     | 1     | 5     | 3     | +2    |
| 3     | スコットランド | 3     | 3     | 1     | 1     | 1     | 5     | 6     | -1    |
| 4     | イラン         | 1     | 3     | 0     | 1     | 2     | 2     | 8     | -6    |

| 1978年6月3日 16:45 |

| ペルー                              | 3 - 1    | スコットランド  |
| クエト 43分 · クビジャス 70分, 76分 | レポート | ジョーダン 19分 |

| エスタディオ・オリンピコ・シャトー・カレーラス（コルドバ） 観客数: 37,927人 主審: Ulf Eriksson |

| 1978年6月3日 16:45 |

| オランダ                                    | 3 - 0    | イラン |
| レンセンブリンク 40分 (PK), 62分, 78分 (PK) | レポート |        |

| エスタディオ・マルヴィナス・アルヘンティナス（メンドーサ） 観客数: 33,431人 主審: Gonzalez Archundia |

| 1978年6月7日 16:45 |

| スコットランド                 | 1 - 1    | イラン                |
| （エスカンダリアン） 43分 (OG) | レポート | ダナエイファルド 60分 |

| エスタディオ・オリンピコ・シャトー・カレーラス（コルドバ） 観客数: 7,938人 主審: Youssou N'Diaye |

| 1978年6月7日 16:45 |

| オランダ | 0 - 0    | ペルー |
|          | レポート |        |

| エスタディオ・マルヴィナス・アルヘンティナス（メンドーサ） 観客数: 28,125人 主審: Adolf Prokop |

| 1978年6月11日 16:45 |

| ペルー                                                 | 4 - 1    | イラン          |
| ベラスケス 2分 · クビジャス 36分 (PK), 39分 (PK), 79分 | レポート | ロウシャン 41分 |

| エスタディオ・オリンピコ・シャトー・カレーラス（コルドバ） 観客数: 21,262人 主審: Alojzy Jarguz |

| 1978年6月11日 16:45 |

| スコットランド                               | 3 - 2    | オランダ                                 |
| ダルグリッシュ 44分 · ゲミル 46分 (PK), 68分 | レポート | レンセンブリンク 34分 (PK) · レップ 71分 |

| エスタディオ・マルヴィナス・アルヘンティナス（メンドーサ） 観客数: 35,130人 主審: Erich Linemayr |

※オランダが得失点差でスコットランドを上回り第2ラウンドへ

### 2次リーグ

#### グループ A
| 順 位 | チーム       | 勝 点 | 試 合 | 勝 利 | 引 分 | 敗 戦 | 得 点 | 失 点 | 点 差 |
| ----- | ------------ | ----- | ----- | ----- | ----- | ----- | ----- | ----- | ----- |
| 1     | オランダ     | 5     | 3     | 2     | 1     | 0     | 9     | 4     | +5    |
| 2     | イタリア     | 3     | 3     | 1     | 1     | 1     | 2     | 2     | 0     |
| 3     | 西ドイツ     | 2     | 3     | 0     | 2     | 1     | 4     | 5     | -1    |
| 4     | オーストリア | 2     | 3     | 1     | 0     | 2     | 4     | 8     | -4    |

| 1978年6月14日 13:45 |

| オランダ                                                                                      | 5 - 1    | オーストリア          |
| ブランツ 6分 · レンセンブリンク 35分 (PK) · レップ 36分, 53分 · W.ファン・デ・ケルクホフ 82分 | レポート | オーベルマイヤー 80分 |

| エスタディオ・オリンピコ・シャトー・カレーラス（コルドバ） 観客数: 25,050人 主審: John Gordon |

| 1978年6月14日 13:45 |

| 西ドイツ | 0 - 0    | イタリア |
|          | レポート |          |

| エスタディオ・モヌメンタル（ブエノスアイレス） 観客数: 67,547人 主審: Dušan Maksimović |

| 1978年6月18日 16:45 |

| 西ドイツ                             | 2 - 2    | オランダ                                    |
| アブラムツィク 3分 · D.ミュラー 70分 | レポート | ハーン 27分 · R.ファン・デ・ケルクホフ 82分 |

| エスタディオ・オリンピコ・シャトー・カレーラス（コルドバ） 観客数: 40,750人 主審: Ramon Barreto |

| 1978年6月18日 16:45 |

| イタリア    | 1 - 0    | オーストリア |
| ロッシ 13分 | レポート |              |

| エスタディオ・モヌメンタル（ブエノスアイレス） 観客数: 66,695人 主審: Francis Rion |

| 1978年6月21日 13:45 |

| オーストリア                                   | 3 - 2    | 西ドイツ                                |
| （フォクツ） 59分 (OG) · クランクル 66分, 88分 | レポート | ルンメニゲ 19分 · ヘルツェンバイン 67分 |

| エスタディオ・オリンピコ・シャトー・カレーラス（コルドバ） 観客数: 38,318人 主審: Abraham Klein |

| 1978年6月21日 13:45 |

| オランダ                    | 2 - 1    | イタリア               |
| ブランツ 49分 · ハーン 76分 | レポート | （ブランツ） 19分 (OG) |

| エスタディオ・モヌメンタル（ブエノスアイレス） 観客数: 67,433人 主審: Angel Franco Martinez |

#### グループ B
| 順 位 | チーム       | 勝 点 | 試 合 | 勝 利 | 引 分 | 敗 戦 | 得 点 | 失 点 | 点 差 |
| ----- | ------------ | ----- | ----- | ----- | ----- | ----- | ----- | ----- | ----- |
| 1     | アルゼンチン | 5     | 3     | 2     | 1     | 0     | 8     | 0     | +8    |
| 2     | ブラジル     | 5     | 3     | 2     | 1     | 0     | 6     | 1     | +5    |
| 3     | ポーランド   | 2     | 3     | 1     | 0     | 2     | 2     | 5     | -3    |
| 4     | ペルー       | 0     | 3     | 0     | 0     | 3     | 0     | 10    | -10   |

| 1978年6月14日 16:45 |

| ブラジル                               | 3 - 0    | ペルー |
| ジルセウ 15分, 27分 · ジーコ 72分 (PK) | レポート |        |

| エスタディオ・マルヴィナス・アルヘンティナス（メンドーサ） 観客数: 31,278人 主審: Nicolae Rainea |

| 1978年6月14日 19:15 |

| アルゼンチン        | 2 - 0    | ポーランド |
| ケンペス 16分, 72分 | レポート |            |

| エスタディオ・ヒガンテ・デ・アロジート（ロサリオ） 観客数: 37,091人 主審: Ulf Eriksson |

| 1978年6月18日 13:45 |

| ポーランド        | 1 - 0    | ペルー |
| シャルマッフ 64分 | レポート |        |

| エスタディオ・マルヴィナス・アルヘンティナス（メンドーサ） 観客数: 35,288人 主審: Pat Partridge |

| 1978年6月18日 19:15 |

| アルゼンチン | 0 - 0    | ブラジル |
|              | レポート |          |

| エスタディオ・ヒガンテ・デ・アロジート（ロサリオ） 観客数: 37,326人 主審: Karoly Palotai |

| 1978年6月21日 16:45 |

| ブラジル                                  | 3 - 1    | ポーランド  |
| ネリーニョ 13分 · ディナミッチ 58分, 63分 | レポート | ラトー 45分 |

| エスタディオ・マルヴィナス・アルヘンティナス（メンドーサ） 観客数: 39,586人 主審: Juan Silvagno Cavanna |

| 1978年6月21日 19:15 |

| アルゼンチン                                                                  | 6 - 0    | ペルー |
| ケンペス 21分, 49分 · タランティーニ 43分 · ルケ 50分, 72分 · ハウスマン 67分 | レポート |        |

| エスタディオ・ヒガンテ・デ・アロジート（ロサリオ） 観客数: 37,315人 主審: Robert Wurtz |

※アルゼンチンが得失点差でブラジルを上回り決勝へ進出

### 3位決定戦
| 1978年6月24日 15:00 |

| ブラジル                        | 2 - 1    | イタリア      |
| ネリーニョ 64分 · ジルセウ 71分 | レポート | カウジオ 38分 |

| エスタディオ・モヌメンタル（ブエノスアイレス） 観客数: 69,659人 主審: Abraham Klein |

### 決勝
| 1978年6月25日 15:00 |

| アルゼンチン                            | 3 - 1 (延長) | オランダ      |
| ケンペス 37分, 104分 · ベルトーニ 115分 | レポート     | ナニンハ 82分 |

| エスタディオ・モヌメンタル（ブエノスアイレス） 観客数: 71,483人 主審: セルジオ・ゴネーラ |

| アルゼンチン | オランダ |

| GK                         | 5  | ウバルド・フィジョール     |      |      |
| RB                         | 15 | ホルヘ・マリオ・オルギン   |      |      |
| CB                         | 7  | ルイス・ガルバン           |      |      |
| CB                         | 19 | ダニエル・パサレラ         |      |      |
| LB                         | 20 | アルベルト・タランティーニ |      |      |
| DM                         | 6  | アメリコ・ガジェゴ         |      |      |
| CM                         | 2  | オズワルド・アルディレス   | 40分 | 66分 |
| AM                         | 10 | マリオ・ケンペス           |      |      |
| RW                         | 4  | ダニエル・ベルトーニ       |      |      |
| LW                         | 16 | オスカル・オルティス       |      | 75分 |
| CF                         | 14 | レオポルド・ルケ           |      |      |
| 控え選手:                  |    |                            |      |      |
| MF                         | 1  | ノルベルト・アロンソ       |      |      |
| GK                         | 3  | エクトル・バレイ           |      |      |
| MF                         | 8  | ルベン・ガルバン           |      |      |
| MF                         | 9  | レネ・オウセマン           |      | 75分 |
| MF                         | 12 | オマール・ラロッサ         | 93分 | 66分 |
| 監督:                      |    |                            |      |      |
| セサル・ルイス・メノッティ |    |                            |      |      |

| GK                   | 8  | ヤン・ヨングブルート             |      |      |
| SW                   | 5  | ルート・クロル                   | 15分 |      |
| RB                   | 6  | ビム・ヤンセン                   |      | 73分 |
| CB                   | 22 | エルニー・ブランツ               |      |      |
| LB                   | 2  | ヤン・ボールトフリート           | 96分 |      |
| RM                   | 13 | ヨハン・ニースケンス             |      |      |
| CM                   | 9  | アリー・ハーン                   |      |      |
| LM                   | 11 | ウィリー・ファン・デ・ケルクホフ |      |      |
| RF                   | 10 | レネ・ファン・デ・ケルクホフ     |      |      |
| CF                   | 16 | ヨニー・レップ                   |      | 58分 |
| LF                   | 12 | ロブ・レンセンブリンク           |      |      |
| 控え選手:            |    |                                  |      |      |
| DF                   | 4  | アドリー・ファン・クラーイ       |      |      |
| DF                   | 17 | ヴィム・ライスベルヘン           |      |      |
| FW                   | 18 | ディック・ナニンハ               |      | 58分 |
| GK                   | 19 | ピム・ドゥースベルフ             |      |      |
| DF                   | 20 | ヴィム・シュルビア               | 94分 | 73分 |
| 監督:                |    |                                  |      |      |
| エルンスト・ハッペル |    |                                  |      |      |

## 優勝国
| 1978 FIFAワールドカップ優勝国 |
| ----------------------------- |
| · アルゼンチン · 初優勝       |

## 得点ランキング
| 順位 | 選手名                       | 国籍         | 得点数 |
| ---- | ---------------------------- | ------------ | ------ |
| 1    | マリオ・ケンペス             | アルゼンチン | 6      |
| 2    | ロブ・レンセンブリンク       | オランダ     | 5      |
| 2    | テオフィロ・クビジャス       | ペルー       | 5      |
| 4    | ハンス・クランクル           | オーストリア | 4      |
| 4    | レオポルド・ルケ             | アルゼンチン | 4      |
| 6    | カール＝ハインツ・ルンメニゲ | 西ドイツ     | 3      |
| 6    | パオロ・ロッシ               | イタリア     | 3      |
| 6    | ヨニー・レップ               | オランダ     | 3      |
| 6    | ジルセウ                     | ブラジル     | 3      |
| 6    | ロベルト・ディナミッチ       | ブラジル     | 3      |

## 表彰
- FIFAフェアプレー賞： アルゼンチン

### 個人賞
| 賞                           | 選手名           | 国籍         | 備考  |
| ---------------------------- | ---------------- | ------------ | ----- |
| ゴールデンボール（大会MVP）  | マリオ・ケンペス | アルゼンチン | 優勝  |
| シルバーボール               | パオロ・ロッシ   | イタリア     | 4位   |
| ブロンズボール               | ジルセウ         | ブラジル     | 3位   |
| ゴールデンシューズ（得点王） | マリオ・ケンペス | アルゼンチン | 6得点 |